# Don Getty

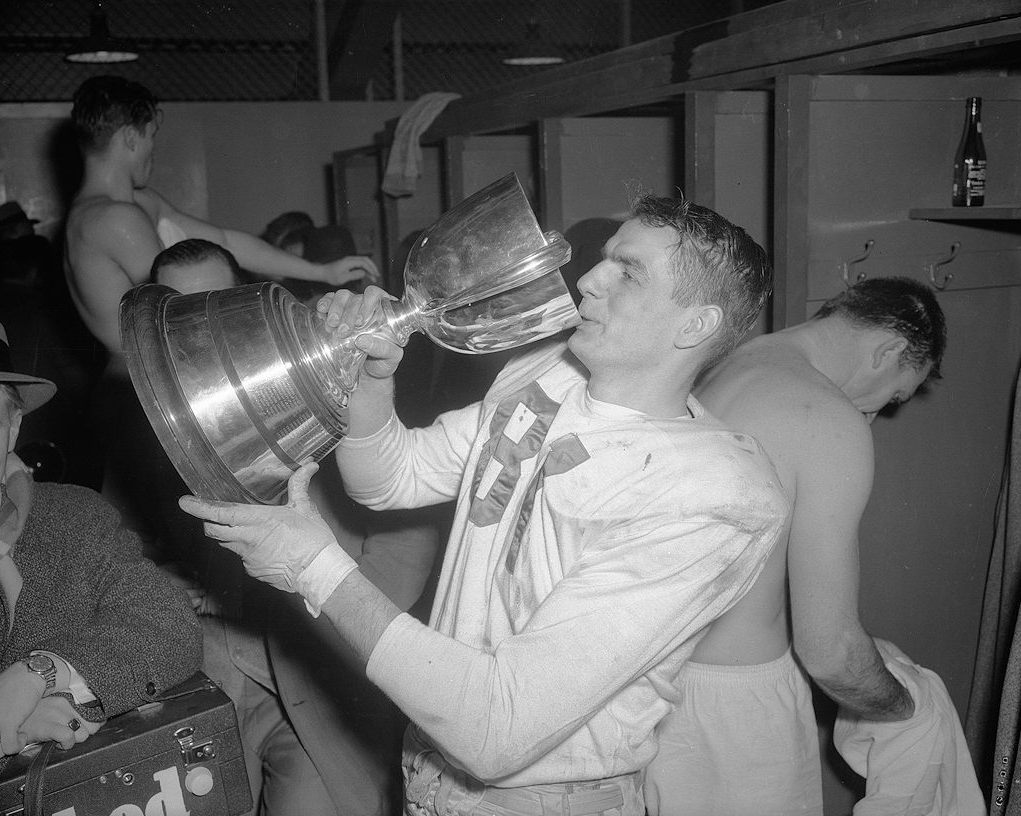
Getty in 1956

Donald Ross Getty (Westmount, 30 augustus 1933 – Edmonton, 26 februari 2016) was een Canadees politicus. Hij was van 1985 tot 1992 de elfde premier van Alberta.

## Biografie
In 1955 vestigde Getty zich met zijn gezin in Edmonton waar hij de volgende tien jaar professioneel Canadian football speelde voor de Edmonton Eskimos. Hij won met dit team tweemaal de Grey Cup, het Canadese kampioenschap.
Na een korte carrière in de zakenwereld werd Getty in 1967 voor de eerste maal gekozen in de wetgevende vergadering van Alberta (Legislative Assembly of Alberta) voor de Progressief-Conservatieve Partij van Alberta. Aanvankelijk was hij lid van de oppositie maar na een verkiezingszege in 1971 bekleedde hij diverse ministersposten totdat hij in 1979 terugkeerde naar de privésector.
In 1985 keerde Getty wederom terug in de provinciale politiek en werd hij aangewezen als leider van de Progressief-Conservatieven. Op 1 november van dat jaar werd hij benoemd tot premier van Alberta. Hij leidde zijn partij naar nog eens twee verkiezingsoverwinningen, in 1986 en 1989 hoewel hij bij die laatste wel zijn eigen district verloor en zich dus opnieuw verkiesbaar moest stellen in een zogenaamde by-election, een tussentijdse verkiezing in een district.
Een verslechterende economie maakte het aannemelijk dat Getty de verkiezingen die voor 1993 gepland stonden zou verliezen en in september 1992 kondigde hij aan ontslag te nemen als partijleider en dus ook als premier. Hij werd opgevolgd door zijn partijgenoot Ralph Klein.
Vanaf 2013 kwam hij regelmatig in het ziekenhuis terecht met ademhalingsproblemen en hartklachten. In februari 2016 overleed hij in het ziekenhuis van Edmonton op 82-jarige leeftijd.